# Broadford (Écosse)
Broadford (prononcé en anglais : [ˈbɹɔːdfəːd]; en gaélique An t-Àth Leathann) est un village de l'île de Skye au Highland en Écosse. En 2011, sa population était de 1 095 habitants.